# Tramvajska linija št. 9 (Szczecin)
Tramvajska linija številka 9 (Głębokie – Potulicka) je ena izmed 12 tramvajskih linij javnega mestnega prometa v Szczecinu. Povezuje Głębokie-Pilchowo in Nowe Miasto. Ova linija je začela obratovati 1953. Celotna linija je dolga 8,9 kilometrov.

## Trasa
| Smer: Potulicka | Smer: Głębokie |
| --- | --- |
| Głębokie – Wojska Polskiego – Wawrzyniaka – Bohaterów Warszawy – Krzywoustego – Plac Zwycięstwa – Niepodległości – 3 Maja – Narutowicza – Potulicka – Potulicka | Potulicka – Potulicka – Narutowicza – 3 Maja – Niepodległości – Plac Zwycięstwa – Krzywoustego – Bohaterów Warszawy – Wawrzyniaka – Wojska Polskiego – Głębokie |

## Preglednica vozil na liniji
- Linija 9: klasični tramvaj Konstal 4N na trgu Kościuszki
- Linija 9: tramvaje Konstal 105Na na trgu Zwycięstwa
- Linija 9: zgibni visokopodni tramvaj Tatra KT4DtM